# 森英恵
森 英恵（森 英惠、もり はなえ、1926年1月8日 - 2022年8月11日）は、日本のファッションデザイナーであり、日本人で唯一のパリのオートクチュールデザイナー。地域経済総合研究所評議員。森英恵ファッション文化財団理事長。位階は従三位。1996年、文化勲章、2002年、レジオンドヌール勲章オフィシエ章を受章。
1965年にニューヨーク・コレクションで成功をおさめ、日本人デザイナーの海外進出の先駆けとなった。1977年には東洋人として初めてパリ・オートクチュール協会（サンディカ）のメンバーとなる。バルセロナおよびリレハンメルオリンピックの日本選手団の公式ユニフォームのデザインや、歌舞伎、海外のオペラやバレエの舞台衣裳を担当するなど、ファッション界の第一人者として活躍した。2004年7月のパリ・2004 A/Wオートクチュール・コレクションで引退。

## 人物・来歴
島根県鹿足郡六日市町（現在の吉賀町）生まれ。父親は山口県の医師の家系に生まれ、大阪で医学を修めた後、母親の郷里である六日市町で開業医となる。父は幼い頃から姉妹の着る服を大阪の髙島屋や東京の三越から、通信販売で取り寄せていた。
5人きょうだいの4番目で、2人の兄と姉、妹がいる。長兄は東京帝国大学医学部（現在の東京大学医学部）を卒業後、29歳の時に結核で病死した。次兄も同じく結核を患い20歳の若さで他界した。姉は跡見女学校から帝国女子医学薬学専門学校（現在の東邦大学医学部）に進んだが、その後、「ハナエモリ」の経営に参加した。
小学4年生の2学期、現在の杉並区立桃井第三小学校に転入。1938年、創立して間もない東京府立第十一高等女学校（現在の東京都立桜町高等学校）に入学。1943年、東京府立桜町高等女学校を一期生として卒業。同年、東京女子大学高等学部に入学し国文学を学ぶ。1947年、同大学を卒業。1948年、学生時代に勤労動員の工場で知り合った元陸軍主計少佐・森賢と結婚する。
夫・森賢の実家は愛知県一宮市の繊維会社で、夫の支えもあってドレスメーカー女学院に通って洋裁技術を習得し、1951年（昭和26年）、新宿東口のラーメン店2階にオーダーメイドの洋装店「ひよしや」を開いた。1954年、銀座にブティック＆サロン「HANAE MORI（ハナエモリ）」オープン。
森賢の大学時代の人間関係やその人脈から、映画監督の依頼で、1950年代の日本映画全盛期に、『太陽の季節』（長門裕之、南田洋子、石原裕次郎）、『狂った果実』（石原裕次郎、北原三枝、津川雅彦）、『彼岸花』『秋日和』『秋刀魚の味』（小津安二郎監督）、『四十八歳の抵抗』等、400本にものぼる映画の衣装を手掛けた。
1961年、米国旅行し、ニューヨークのデパートで見た光景にショックを受け世界進出を決意。上層階に高級品、地下には安物の中に、日本製衣料は粗悪品として販売されていた。またオペラ「蝶々夫人」では蝶々さんは中国人風に両腕を前で組み、下駄で畳を歩いた。日本に対しての低評価と無理解。「日本でデザインし、日本の布地を使い、日本人の手で縫い上げた服をジェット機で米国に運ぶ」と誓う。
1965年、ニューヨーク・コレクションに初参加。蝶をモチーフにしたドレス作品により「マダム・バタフライ」と呼ばれた。1967年、日本航空の客室乗務員のユニホームをデザイン。1977年にはパリ・コレクションにも進出し、フランス・オートクチュール組合（Fédération française de la couture）の様々な厳しい条件をクリアし、アジア人として初めて会員に認定された。これらは、その後の日本人デザイナーの世界進出や、クチュールメゾン（デザイナーハウス）の巨大ビジネス化に寄与している。
『流行通信』『STUDIO VOICE』などのファッション雑誌を発刊してファッションメディアにも進出し、1985年から放送開始されたコレクション番組「ファッション通信」もハナエモリのグループ会社「INFAS」制作であり、森賢と森英恵は日本のファッション業界を牽引した。
洋服だけでなく、ハナエモリのロゴと蝶のマーク（田中一光デザイン）を冠したライセンス商法をスタートさせ、タオルや魔法瓶、トイレのスリッパに至るまで商品数を増やし、事業の幅を広げた。それまで小規模なビジネスであったクチュール業界において、百億円に近いビジネス拡大は世界のファッション業界を驚かせるもので、ファッションビジネスの未来を切り開いたとして評価される。顧客にはグレース・ケリー（モナコ王妃）、ソフィア・ローレンなどが名を連ねた。
1982年には、大阪の四天王寺高等学校の制服を、次いで1983年には、和歌山の修徳高校の制服デザインを製作。いずれも女子高校であった。同年には青木定雄の懇請によりエムケイタクシーの制服デザインも制作し、2005年10月までの22年間使用された。
1985年、イタリアミラノのスカラ座でマダム・バタフライの衣装。1988年、パリ・オペラ座のバレエで衣装を担当。
1988年、美空ひばりの病からの復活コンサートでの不死鳥をイメージした衣装をデザインした（美空ひばりは森英恵のアイテムなどを愛用していた）。1988年ソウルオリンピックで小谷実可子選手の水着デザイン。
1992年、バルセロナ五輪日本選手団の公式ユニフォームをデザインした。
1993年、皇太子妃雅子の結婚の儀の際に着用したローブ・デコルテ（胸元を露出した女性の最高礼装）をデザインした。のちに島根県立国際短期大学の客員教授に就任した。
雲南市立大東中学校の制服（ブレザー、男女）をデザインした
1996年10月、世界でビジネスが拡大していた最中に夫の森賢が死去。
2005年、愛知万博で披露された能「胡蝶」の衣装担当。
2008年、法人内の高等学校において制服デザインも手がけている学校法人都築学園の「都築学園グループ評価・再生委員会」の委員となる。
公益財団法人彫刻の森芸術文化財団理事を務めており、2012年7月には彫刻の森美術館と美ケ原高原美術館館長に就任。
2022年8月11日、老衰のため、東京都内の自宅で死去。96歳没。日本国政府は死没日付をもって従三位に叙した。

## HANAE MORI（ハナエモリ）

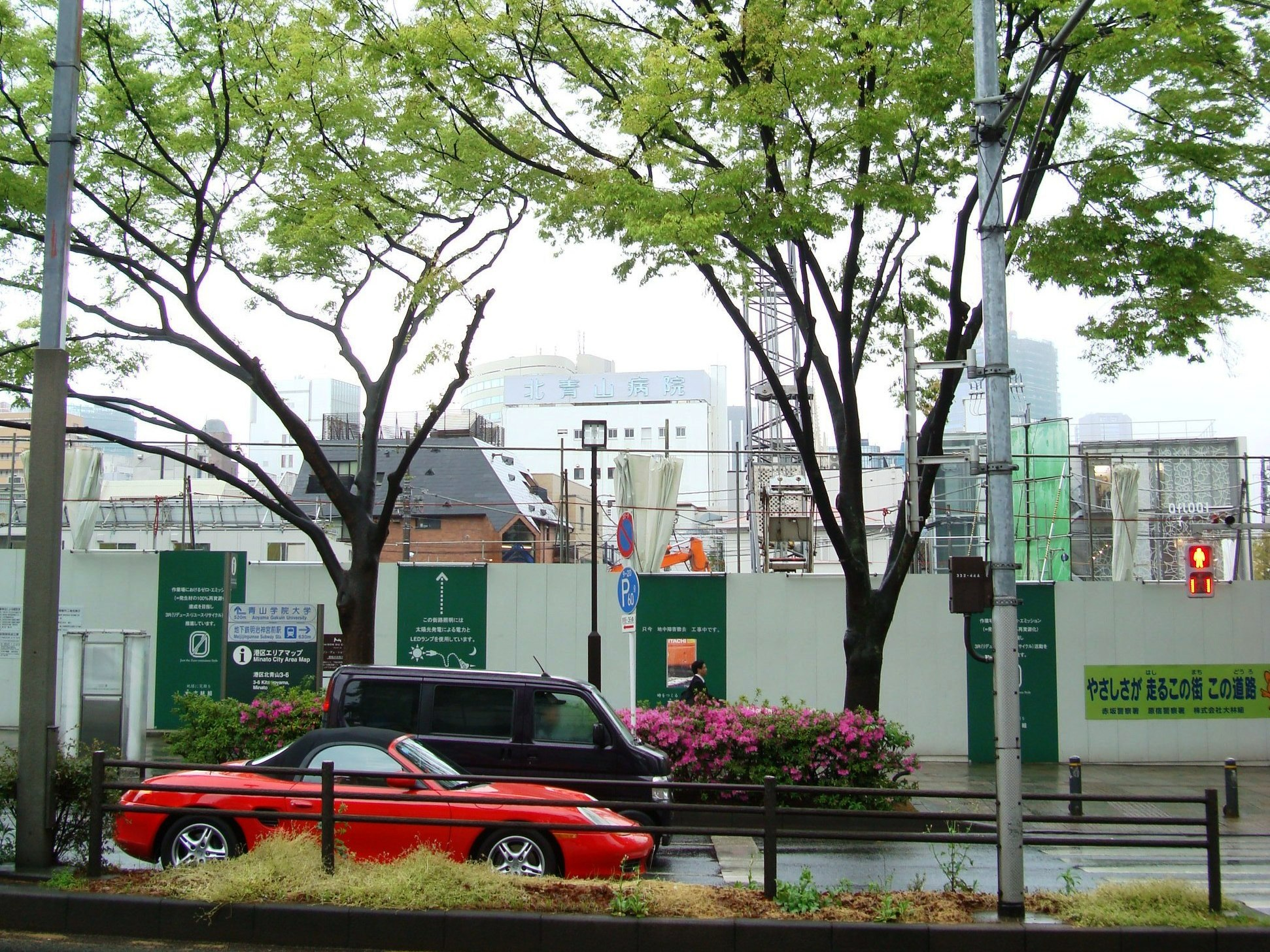
2010年に取り壊されたハナエモリビルの跡地（東京・表参道）

1954年、銀座にブティック＆サロンHANAE MORI（ハナエモリ）を開き、1965年にはニューヨーク・コレクションに初参加。1977年、パリ・コレクションに進出した。初期に蝶のモチーフで有名になったため、永続的にブランドのシンボルとしている。
全盛期の1980年代後半には国内6社、海外4社のグループの年商は400億円以上といわれた。
実質的な経営者だった夫森賢が1996年に死去したことで経営が傾き、2002年5月30日民事再生法を申請、受理され負債総額101億円で倒産した。倒産を前に2002年にプレタポルテ部門とライセンス事業を三井物産とロスチャイルドグループへ売却。プレタポルテ事業に関しては、三井物産が100％株を保有する形で現在に至るまで存続している。その後、社長に石坂公之助を迎え、森英恵自身は新会社「ハナエ・モリ」でオートクチュール事業を継続。
森英恵は2004年7月7日、パリで2004A/Wオートクチュール・コレクションを最後に引退。そのコレクションには多数の有名人が駆けつけ、最後はスタンディングオベーションで見送られた。作品は歌舞伎役者の描かれたロングドレス、日本風の花がプリントされたスカート、かんざしを使用するなど日本を意識した内容であった。同年9月9日に東京・新国立劇場で最後のショーを行った。

## 受賞・栄典
- 1978年 - 森田たまパイオニア賞[21]
- 1988年 - 朝日賞[21]
- 1988年 - 紫綬褒章[21]
- 1989年 - レジオンドヌール勲章シュヴァリエ章[21]、島根県吉賀町名誉町民[22]
- 1989年 - 文化功労者[21]
- 1996年 - 文化勲章[21]
- 2002年 - レジオンドヌール勲章オフィシエ章[23]
- 2004年 - 毎日ファッション大賞特別賞[24]
- 2013年 - 名誉都民

## 家族
夫・森賢はハナエモリ元代表。2人の息子がいる。次男・森恵は、長野県軽井沢町でカシミヤ専門店を経営している。長男・森顕（元インファス代表）とイタリア系アメリカ人の妻、森パメラ（元モデル）との間には、ファッションモデル・タレントの長女・森泉、三女・森星のほか、長男の森研（M-ENTERTAINMENT社代表）、次男の森勉、次女の森雪（YM Design Studio LLC 代表）がいる。さらに結婚はしていないが、森雪がニューヨーク留学中に出会ったESPNに勤めるユダヤ系アメリカ人のジョナサン・ルトナーとその間に生まれた息子が、ロサンゼルス市郊外のヴァン・ナイズに在住している。曾孫もいる。森家の総資産は1000億円以上と言われた。

## メディア出演
- NHK紅白歌合戦（NHK総合・ラジオ第1）
  - 第13回（1962年12月31日） - 審査員
  - 第23回（1972年12月31日） - 審査員
  - 第33回（1982年12月31日） - 審査員
  - 第47回（1996年12月31日） - 審査員

## 著書
- あしたのデザイン（新潮社、1982年）ISBN 978-4101276014
- ガラスの蝶（文化出版局、1984年）
- ファッション－蝶は国境をこえる（岩波書店、1993年） ISBN 978-4004303077
- グッドバイバタフライ（文藝春秋、2010年）ISBN 978-4163734507